# Nord-Volta-Kongo-Sprachen
Nord-Volta-Kongo ist eine genetische Untereinheit des Volta-Kongo (eines Primärzweiges der Niger-Kongo-Sprachen), die aus den Untergruppen Kru, Gur, Senufo und Adamawa-Ubangi besteht. Insgesamt sprechen etwa 28 Mio. Menschen eine der Nord-Volta-Kongo-Sprachen in West- und Zentralafrika.
Alle weiteren Informationen im Artikel Volta-Kongo-Sprachen und in den Artikeln über die Untereinheiten des Nord-Volta-Kongo.